# Альбула (перевал)
Альбула (нім. Albulapass) — високогірний перевал (висота над рівнем моря 2315 м) в Альпах, кантон Граубюнден, Швейцарія. Розташовано на пасмі Альбула, на вододілі між Альбулою, притокою Рейну і Ова д'Альвра, притока Інну. Дорога від Тузіс через Бергюн прямує до Ла Пунт в долині річки Інн (Енгадін).

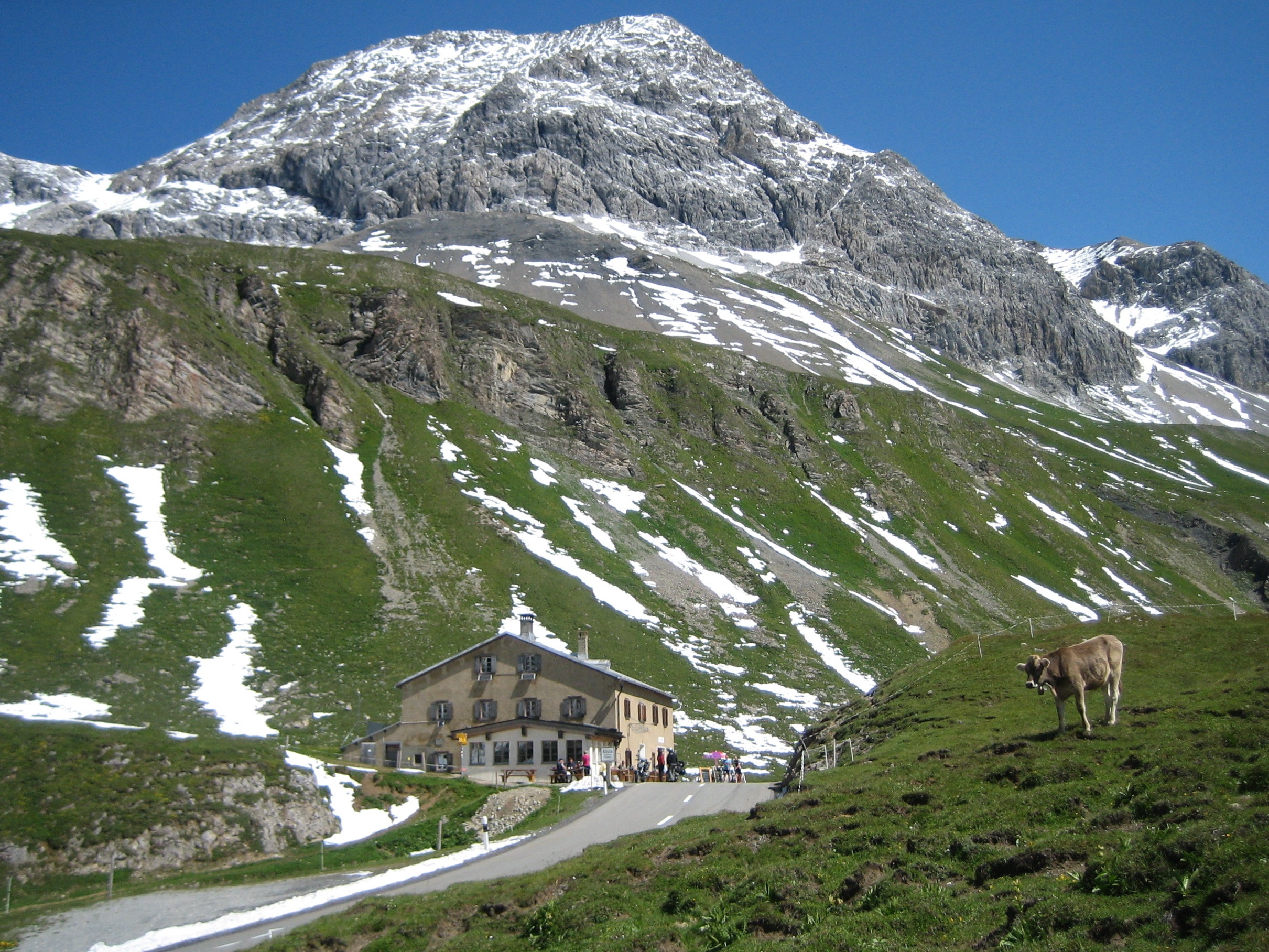
Госпіс на перевалі; Північний бік

На схід від перевалу, на стороні Енгадін, розташовано озеро Альбула (2294 м), площа дзеркала — 4,2 га

## Ресурси Інтернету
- Альбула (перевал) німецькою, французькою та італійською //  Історичний словник Швейцарії.
- Mit dem Fahrrad über den Albulapass